# Lancer du marteau masculin aux Jeux olympiques d'été de 2012
Navigation
Pékin 2008 Rio 2016
Le concours du lancer du marteau masculin aux Jeux olympiques de 2012 a lieu le 3 août pour les qualifications, et le 5 août pour la finale dans le Stade olympique de Londres.
Les minima olympiques de qualifications étaient de 78,00 m pour la limite A et de 74,00 m pour la limite B.

## Records
Avant cette compétition, les records dans cette discipline étaient les suivants :
| Record du monde  | 86,74 m | Youri Sedykh    | Union soviétique | 30 août 1986      | Stuttgart |
| Record olympique | 84,80 m | Sergey Litvinov | Union soviétique | 26 septembre 1988 | Séoul     |

## Médaillés
| Or             | Argent        | Bronze         |
| Krisztián Pars | Primož Kozmus | Kōji Murofushi |

## Résultats

### Finale (5 août)
| Rang                                | Athlète           | Nationalité        | 1er   | 2e    | 3e    | 4e    | 5e    | 6e    | Résultat | Notes |
| ----------------------------------- | ----------------- | ------------------ | ----- | ----- | ----- | ----- | ----- | ----- | -------- | ----- |
| Médaille d'or, Jeux olympiques      | Krisztián Pars    | Hongrie            | 79,14 | 78,33 | 80,59 | 79,70 | 79,28 | 78,88 | 80,59 m  |       |
| Médaille d'argent, Jeux olympiques  | Primož Kozmus     | Slovénie           | 78,97 | X     | X     | X     | 79,36 | 78,59 | 79,36 m  | SB    |
| Médaille de bronze, Jeux olympiques | Kōji Murofushi    | Japon              | X     | 78,16 | 78,71 | 78,09 | 77,12 | 76,47 | 78,71 m  | SB    |
| 4                                   | Oleksiy Sokyrskyy | Ukraine            | 76,51 | 78,25 | X     | X     | X     | 76,99 | 78,25 m  |       |
| 5                                   | Lukáš Melich      | République tchèque | 76,73 | 75,67 | 77,17 | 76,28 | 18,90 | X     | 77,17 m  |       |
| 6                                   | Szymon Ziółkowski | Pologne            | 75,69 | 74,95 | 76,30 | 76,88 | 77,10 | 75,86 | 77,10 m  |       |
| 7                                   | Nicola Vizzoni    | Italie             | 75,75 | 75,84 | 75,41 | 76,07 | 75,79 | X     | 76,07 m  |       |
| 8                                   | Kibwe Johnson     | États-Unis         | 73,31 | 74,95 | X     |       |       |       | 74,95 m  |       |
| 9                                   | Dilshod Nazarov   | Tadjikistan        | 70,00 | 70,88 | 73,80 |       |       |       | 73,80 m  |       |
| 10                                  | Valeriy Sviatokha | Biélorussie        | 73,13 | 72,78 | 72,42 |       |       |       | 73,13 m  |       |
| 11                                  | Alexander Smith   | Grande-Bretagne    | 69,74 | 72,87 | 71,47 |       |       |       | 72,87 m  |       |
| DSQ                                 | Kirill Ikonnikov  | Russie             | 77,86 | X     | 77,81 | 74,60 | X     | 77,46 | 77,86 m  |       |

### Qualifications (3 août)
La limite de qualification est fixée à 78,00 m.
| Rang | Groupe | Athlète                  | Nationalité        | 1er   | 2e    | 3e    | Résultat | Notes |
| ---- | ------ | ------------------------ | ------------------ | ----- | ----- | ----- | -------- | ----- |
| 1    | B      | Krisztián Pars           | Hongrie            | 77,11 | 79,37 | –     | 79,37 m  | Q     |
| 2    | A      | Koji Murofushi           | Japon              | 77,18 | 78,48 | –     | 78,48 m  | Q, SB |
| 3    | A      | Primož Kozmus            | Slovénie           | 78,12 | –     | –     | 78,12 m  | Q, SB |
| 4    | A      | Oleksiy Sokyrskyy        | Ukraine            | X     | X     | 77,65 | 77,65 m  | q     |
| 5    | A      | Kibwe Johnson            | États-Unis         | X     | X     | 77,17 | 77,17 m  | q, SB |
| 6    | A      | Kirill Ikonnikov         | Russie             | X     | 76,43 | 76,85 | 76,85 m  | q     |
| 7    | A      | Szymon Ziółkowski        | Pologne            | 76,22 | X     | 75,68 | 76,22 m  | q     |
| 8    | A      | Dilshod Nazarov          | Tadjikistan        | 73,90 | X     | 75,91 | 75,91 m  | q     |
| 9    | A      | Lukáš Melich             | République tchèque | 75,88 | 75,29 | 72,49 | 75,88 m  | q     |
| 10   | A      | Nicola Vizzoni           | Italie             | 74,79 | 73,88 | 74,12 | 74,79 m  | q     |
| 11   | A      | Alexander Smith          | Grande-Bretagne    | 72,59 | 74,71 | 73,21 | 74,71 m  | q     |
| 12   | B      | Valeriy Sviatokha        | Biélorussie        | 73,11 | 73,07 | 74,69 | 74,69 m  | q     |
| 13   | B      | Eivind Henriksen         | Norvège            | 72,67 | X     | 74,62 | 74,62 m  |       |
| 14   | B      | Jérôme Bortoluzzi        | France             | X     | 70,36 | 74,15 | 74,15 m  |       |
| 15   | B      | Marcel Lomnicky          | Slovaquie          | X     | 74,00 | X     | 74,00 m  |       |
| 16   | B      | Javier Cienfuegos        | Espagne            | X     | 63,79 | 73,73 | 73,73 m  |       |
| 17   | A      | Eşref Apak               | Turquie            | X     | X     | 73,47 | 73,47 m  |       |
| 18   | B      | Ali Al-Zinkawi           | Koweït             | 70,67 | 73,40 | X     | 73,40 m  |       |
| 19   | B      | Roberto Janet            | Cuba               | 72,52 | 73,34 | 70,19 | 73,34 m  |       |
| 20   | B      | Dzmitry Marshin          | Azerbaïdjan        | 72,06 | X     | 72,85 | 72,85 m  |       |
| 21   | A      | Igors Sokolovs           | Lettonie           | X     | 71,77 | 72,76 | 72,76 m  |       |
| 22   | B      | Kaveh Mousavi            | Iran               | 67,25 | 71,42 | 72,70 | 72,70 m  |       |
| 23   | B      | Aleksey Zagornyi         | Russie             | 71,02 | 72,52 | X     | 72,52 m  |       |
| 24   | A      | Quentin Bigot            | France             | 69,22 | 68,17 | 72,42 | 72,42 m  |       |
| 25   | B      | A. G. Kruger             | États-Unis         | X     | 72,13 | X     | 72,13 m  |       |
| 26   | B      | David Söderberg          | Finlande           | X     | 71,26 | 71,76 | 71,76 m  |       |
| 27   | B      | Lorenzo Povegliano       | Italie             | 71,55 | 68,77 | X     | 71,55 m  |       |
| 28   | A      | Pavel Kryvitski          | Biélorussie        | 71,49 | X     | X     | 71,49 m  |       |
| 29   | A      | Mostafa Al-Gamel         | Égypte             | X     | 70,23 | 71,36 | 71,36 m  |       |
| 30   | A      | Andras Haklits           | Croatie            | X     | 70,61 | X     | 70,61 m  |       |
| 31   | A      | Serghei Marghiev         | Moldavie           | 67,17 | 67,32 | 69,76 | 69,76 m  |       |
| 32   | B      | Nicolas Figère           | France             | 69,74 | X     | X     | 69,74 m  |       |
| 33   | B      | Constantinos Stathelakos | Chypre             | 69,65 | X     | X     | 69,65 m  |       |
| 34   | A      | Oleksandr Dryhol         | Ukraine            | X     | 68,02 | 69,57 | 69,57 m  |       |
| 35   | B      | Mergen Mamedov           | Turkménistan       | 68,39 | 66,99 | 67,23 | 68,39 m  |       |
| 36   | B      | Juan Ignacio Cerra       | Argentine          |       |       | 68,20 | 68,20 m  |       |
| 37   | A      | Alexandros Papadimitriou | Grèce              | X     | 66,91 | 67,19 | 67,19 m  |       |
| 38   | A      | Suhrob Khodjaev          | Ouzbékistan        | 65,88 | 64,74 | X     | 65,88 m  |       |
| –    | B      | Paweł Fajdek             | Pologne            | X     | X     | X     | NM       |       |
| –    | B      | Artem Rubanko            | Ukraine            | X     | X     | X     | NM       |       |
| –    | B      | James Steacy             | Canada             | X     | X     | X     | NM       |       |

## Légende
Records et Performances
- AR : Record continental (area record)
- CR : Record des championnats (championship record)
- MR : Record du meeting (meet record)
- NR : Record national (national record)
- OR : Record olympique (olympic record)
- PR : Record paralympique (paralympic record)
- PB : Record personnel (personal best)
- SB : Meilleure performance personnelle de la saison (season's best)
- WL : Meilleure performance mondiale de l'année (world leader)
- WJR : Record du monde junior (world junior record)
- WR : Record du monde (world record)

Circonstances et Conditions
- DNF : N'a pas terminé (did not finish)
- DNS : N'a pas pris le départ (did not start)
- DQ : Disqualification (disqualification)
- NM : Aucun essai valable enregistré (No Mark)
- Q : Qualifié « directement » au prochain tour (ou à la prochaine compétition), lors d'une compétition majeure, grâce au classement ou à la réalisation des minima (automatic qualifier)
- q : Qualifié au prochain tour (ou à la prochaine compétition), lors d'une compétition majeure, grâce au repêchage ou à la réalisation de l'une des meilleures performances parmi celles des « non qualifiés directement » (grâce au meilleur temps ou à la meilleure distance par exemple) (secondary qualifier)